# Emily Williams

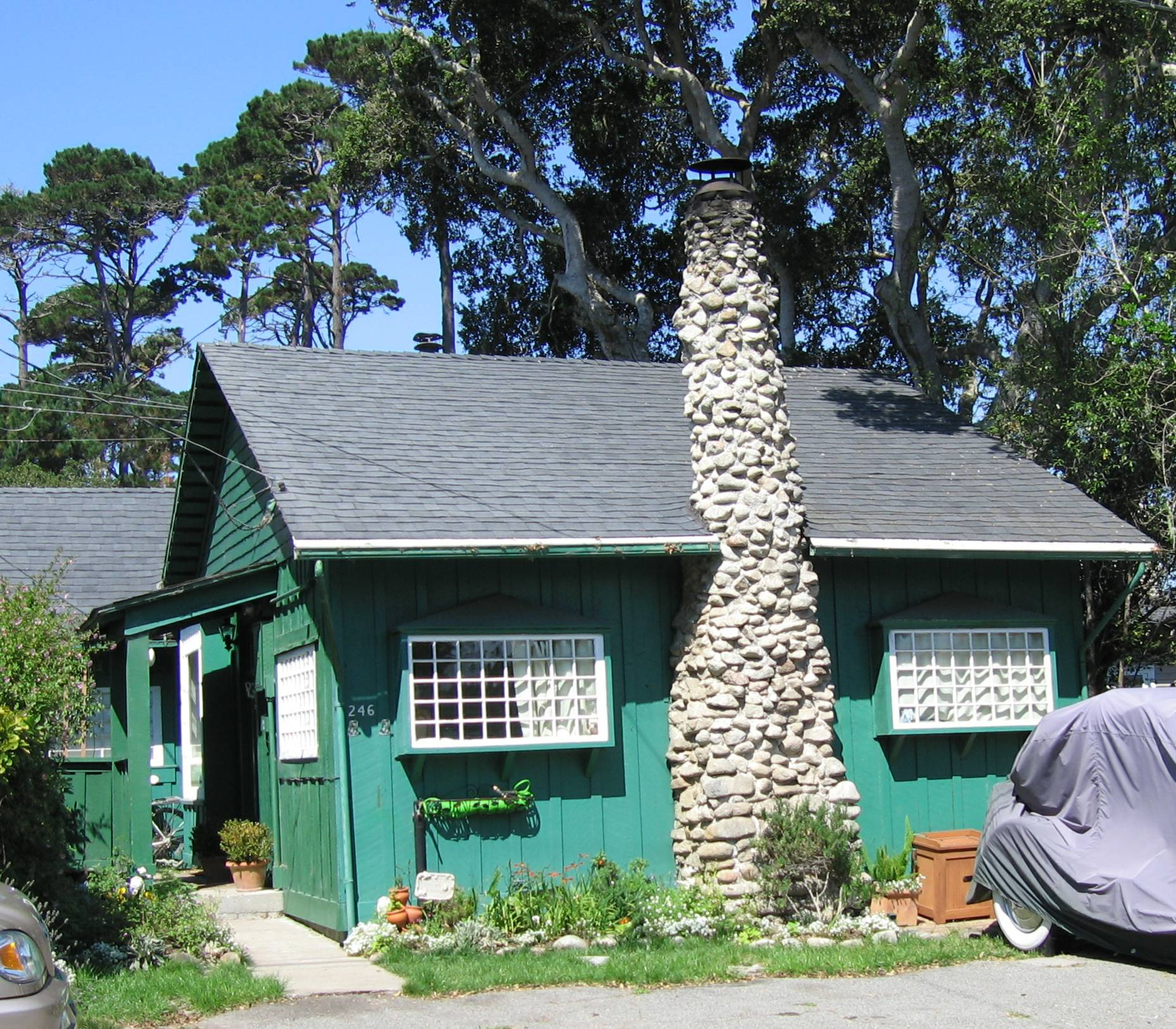
Cabanya de Williams i Palmer, Pacific Grove, 1903

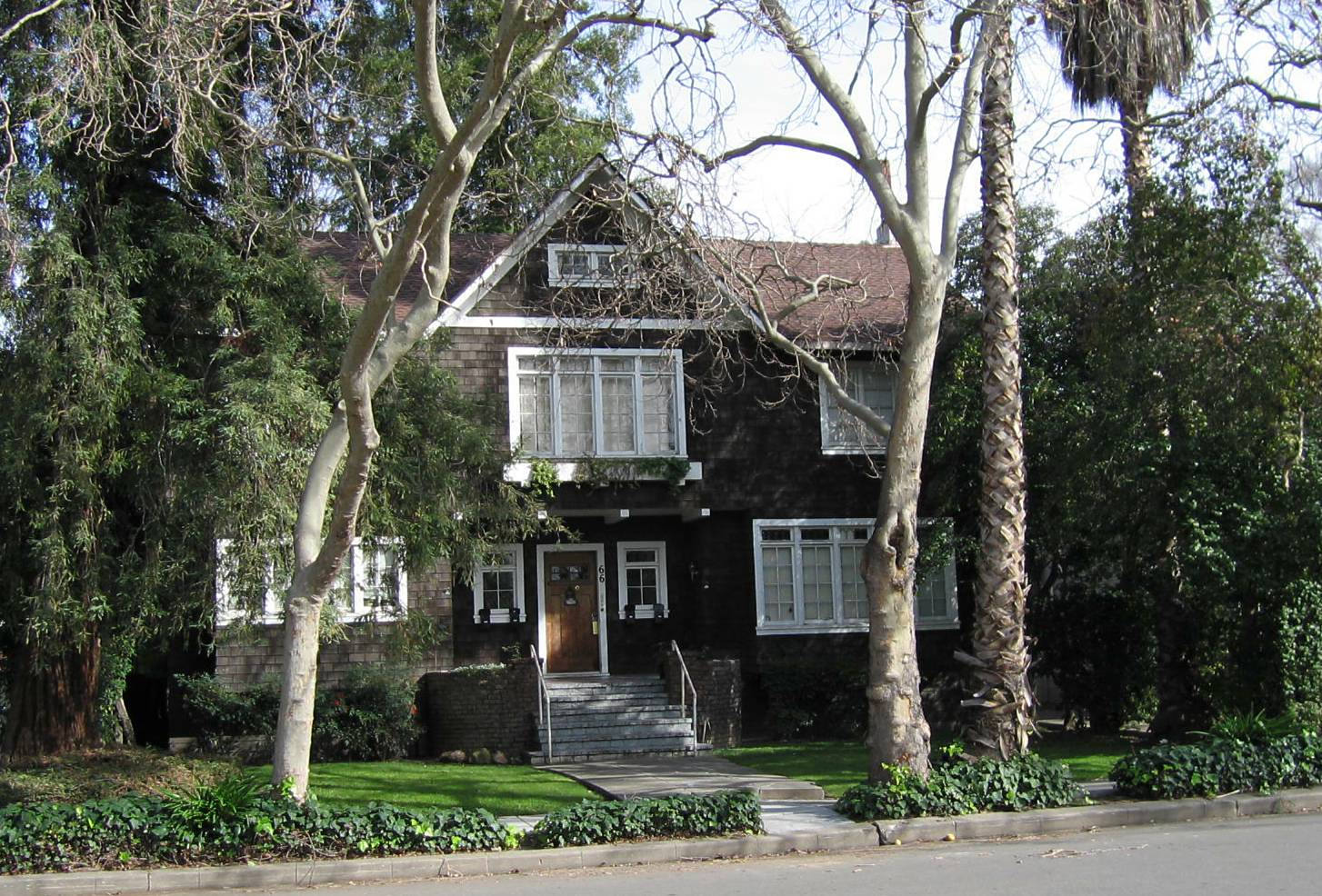
Casa Palmer, San José, 1906

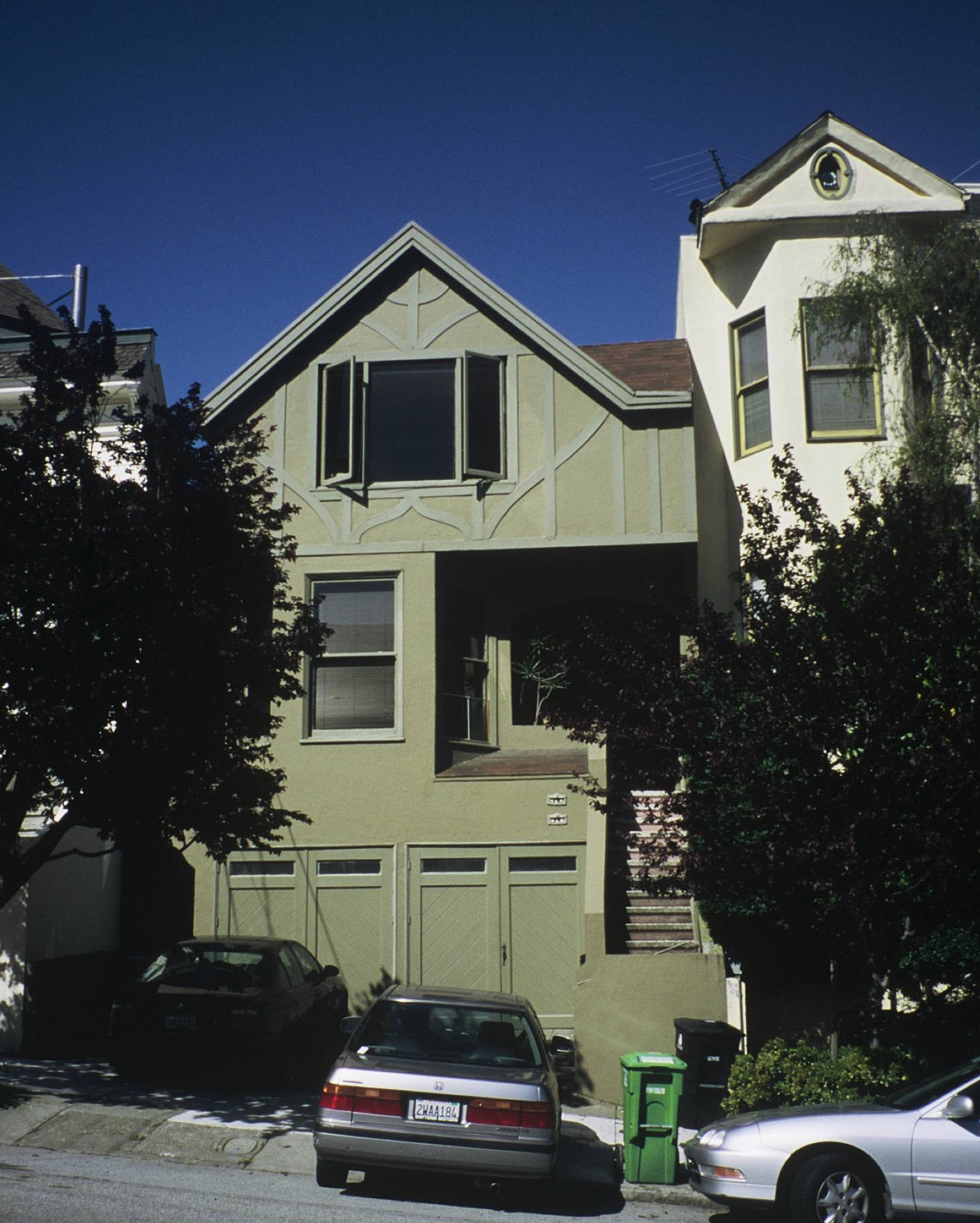
Casa Cassidy, San Francisco, 1924

Emily Eolian Williams (Nevada City, Califòrnia, Estats Units, 25 de setembre de 1869 - Los Gatos, Califòrnia, 1942), va ser una de les primeres arquitectes de San José, Califòrnia. Va treballar activament en Pacific Grove, San Francisco i San José.

## Primers anys
Emily Williams va néixer a San José, Califòrnia, en 1869. El seu pare Edward Williams va ser el president de la companyia d'aigua de San José i la seva mare Emily Miree.
Va estudiar a Califòrnia State Normal School a San José i a la Universitat del Pacífic. Després de la mort del seu pare, a la fi de 1901 es va mudar a San Francisco i va estudiar dibuix en la Califòrnia High School of Mechanical Arts.
Després de graduar-se, ella va intentar aconseguir treball en estudis d'arquitectura. Després de ser rebutjada per ser dona, va decidir finançar el seu primer projecte amb l'herència del seu pare. Va construir una cabanya en Pacific Grove amb l'ajuda de la seva companya de vida Lillian Palmer en 1904. En ser molt estrany que dues dones duguessin a terme la tasca de construcció sense l'ajuda de plomers o paletes, Williams i Palmer van causar commoció i van captar l'atenció dels mitjans de comunicació locals. Això li va permetre assolir el seu primer encàrrec per construir una casa en Berkeley per a Lucy Mabel Pray. Aquest mateix any la seva pròpia germana, Edith Williams, li va encarregar tres cabanyes. Gràcies a aquestes cabanyes i la casa de Berkeley Williams es va donar a conèixer.

## Trajectòria
Entre 1903 i 1910, Williams va dissenyar i va construir almenys set habitatges en Pacific Grove, així com un mirador i la casa club del Women's Civic Improvement Club.
Va treballar per a clients d'alt nivell econòmic i intel·lectual com la Doctora Anna Lukens, la primera dona a ser admesa a l'Escola Farmacèutica de Filadèlfia i una de les primeres metgesses dels Estats Units, Jessie Jordan, l'esposa del president fundador d'Universitat Stanford, i Gertrude Austin, esposa d'un alcalde de San José.
En 1908 Williams i Palmer van viatjar a Europa i Àsia. A Viena, Williams va reforçar els seus coneixements amb classes d'arquitectura clàssica. De retorn del viatge a Europa, Williams va tenir pocs encàrrecs.
En 1911 va ser contractada per William A. Howell de Bakersfield per dissenyar la seva casa de vacances, una casa en San Francisco i unes cabines temporals per a la companyia Alaska Garnet Mining and Manufacturing, la qual era liderada per dones i va tenir presència en la Panama-Pacific International Exposition de 1915 en San Francisco.
Williams va morir en 1942 en Los Gatos d'una malaltia cardíaca i complicacions relacionades amb una condició asmàtica que va patir durant tota la seva vida.

## Obres
Entre les seves obres s'esmenten:
- 1904. Cabanya en 246 Chestnut, Pacific Grove.
- 1904. Tres cabanyes en 242 Chestnut, i 241 - 243 Alder, Pacific Grove.
- 1904. Habitatge per a Lucy Mabel Pray, en Berkeley.
- 1906. Habitatge per a Dr. Anna Lukens, en 529 Ocean View, Pacific Grove.
- 1906. Habitatges per a família Donald & Annie Palmer a San José.
- 1906. Habitatge per Gertrude Austin, San Francisco.
- 1906. Habitatge en carrer South Priest 66 (ara carrer 66 14th 66), San José.
- 1906. Habitatge per al Reverend George Foote, carrer Spencer 475, San José.
- 1909. Remodelació Deer Park Inn, Prop de Tahoe.
- 1909. Cabanya per a Alice Wright, Albereda.
- 1910. Cabanya pròpia "Wake Robin", Santa Cruz.
- 1913. Habitatge per Ing. Walter McIntire, carrer South 17th 117, San Jose.
- 1915. Exposició Internacional Panama Pacific.
- 1924. Habitatge Cassidy, San Francisco.
- Dècada del 20. Tres habitatges en San Francisco. Avinguda 36 426, carrer Mississippi 424-6, carrer Broadway 1027-31.
- Dècada del 20. Habitatge propi en Los Gatos.
- Sense data. Habitatge en Carmel.
- Habitatge per a W.S. Richard en Avinguda Grand 119.